# Blommersia
Blommersia – rodzaj płazów bezogonowych z podrodziny Mantellinae w rodzinie mantellowatych (Mantellidae).

## Zasięg występowania
Rodzaj obejmuje gatunki występujące na Madagaskarze i Majotcie.

## Systematyka

### Etymologia
Blommersia: Rose Marie Antoinette Blommers-Schlösser (ur. 1944), holenderska herpetolożka.

### Podział systematyczny
Do rodzaju należą następujące gatunki:
- Blommersia angolafa Andreone, Rosa, Noël, Crottini, Vences & Raxworthy, 2010
- Blommersia bara Vences, Multzsch, Köhler, Crottini, Andreone, Rakotoarison, Scherz & Glaw, 2023
- Blommersia blommersae (Guibé, 1975)
- Blommersia dejongi Vences, Köhler, Pabijan & Glaw, 2010
- Blommersia domerguei (Guibé, 1975)
- Blommersia dupreezi Vences, Armerding, Köhler & Glaw, 2023
- Blommersia galani Vences, Köhler, Pabijan & Glaw, 2010
- Blommersia grandisonae (Guibé, 1975)
- Blommersia kely (Glaw & Vences, 1994)
- Blommersia nataliae Vieites, Nieto-Roman, Fernández & Santos-Santos, 2020
- Blommersia sarotra (Glaw & Vences, 2002)
- Blommersia transmarina Glaw, Hawlitschek, Glaw & Vences, 2019
- Blommersia variabilis Pabijan, Gehring, Köhler, Glaw & Vences, 2011
- Blommersia wittei (Guibé, 1975)